# Chrodilde
Chrodilde was een 6e-eeuwse Frankische kloosterzuster in Poitiers. Chrodilde en de door haar geleidde opstand van het klooster in Poitiers zijn vermeld in het boek "Geschiedenis van de Franken" dat Gregorius van Tours schreef. Verder is niets geweten over haar.

## Verzet van Poitiers
Chrodilde was een non in het Klooster van het Heilig Kruis in Poitiers. Er zou in 590 een opstand van nonnen zijn geweest naar aanleiding van de slechte levensomstandigheden en algemene ontevredenheid over de kloosterleiding. Chrodilde was de leider van de opstand. Vanwege de verstoorde verhouding tussen het klooster en bisschop Maroveüs van Poitiers hadden de zusters van het klooster toenadering gezocht tot bisschop Gregorius van Tours. De zusters ondernamen een lange voettocht van Poitiers naar Tours, een afstand van 100 kilometer om bij Gregorius te geraken. Nadat ze over slechte drassige wegen gewandeld hadden en uitgeput en uitgehongerd aankwamen, wilde Gregorius hen echter niet helpen. Chrodilde, woordvoerster van de groep en van koninklijk bloed, zette eigenwijs haar plan door om de zaak bij de koning van het Frankische Rijk aanhangig te maken. De koning stelde uiteindelijk een onderzoekscommissie van bisschoppen aan.
In de afwachting van de komst van de onderzoekscommissie geleid door de bisschoppen namen de nonnen hun intrek in de Sint-Hilariuskerk te Poitiers. Waarschijnlijk vonden er conflicten plaats tussen voor- en tegenstanders van de nonnen. De abdis van het klooster werd zelfs tijdelijk ontvoerd en mishandeld door handlangers van het verzet.
In een hoorzitting stelde Chrodilde, namens de groep, de abdis verantwoordelijk voor het slechte eten, de gebrekkige kleding en de harde behandeling die de kloosterzusters moesten ondergaan. Chrodilde beschuldigde de abdis er ook van mannen te verbergen in haar vertrekken en regelmatig bezoekers te ontvangen om met hen te bedvogelen. De abdis weerlegde de beschuldigingen en kreeg de bisschoppen aan haar kant. Chrodilde kwam er met een berisping van af. Uiteindelijk mochten de opstandige nonnen terugkeren naar het klooster op voorwaarde dat ze berouw hadden getoond.

## In films
- Chrodilde komt voor als personage in de Frans-Italiaanse film Le Bon Roi Dagobert